# خالد المالح
خالد المالح (10 ديسمبر 1970-) ممثل ومخرج سوري.

## حياته
تخرج من معهد الفنون بدء التمثيل عام 2002، والده هو المخرج السوري خلدون المالح، نال شهادة الثانوية من المدرسة الأميركية في ( أثينا)، ثم التحق بجامعة ايمرسن كوليج في بوسطن بالولايات المتحدة المتخصصة بالفنون والتي نصحه بها المخرج الراحل مصطفى العقاد.
أثناء دراسته الإخراج السينمائي عمل في شركة أنتونيو بانديراس واجتهد في عمله مما أكسبه ثقة من حوله في العمل فطلب أنتونيو بنفسه من الجامعة السماح بنقل أوراقه إلى فرع الجامعة في لوس أنجلوس وعمل مساعداً له في فيلم شهير من إخراجه وهو (crazy in albama)، عمل بعدها في شركة للممثلة الشهيرة (ميغ رايان) وفي شركة (Miramax) وعاد في صيف 1998 ليعمل مساعد مخرج مع والده في مسلسل الجمل ثم عاد الى كاليفورنيا وعمل مساعدا للمخرج الشهير تيم برتون.
أولى أدواره التمثيلية في سورية كانت مع المخرج هيثم حقي في مسلسل ردم الأساطير، ظهر في إحدى مسلسل عرسان آخر زمان بدور شخصية شاب اسباني، كما لعب دور(كولونيل اسرائيلي) في مسلسل عائد إلى حيفا وكان يتحدث باللغة العبرية التي أداها بإتقان لافت. شارك بالتمثيل في مسلسل رجال الحسم ومسلسل باب الحارة 4 وغيرها.

## أعماله
- الزعيم عام 2011 بدور فارس.
- صبايا 3 عام 2011 بدور عامر.
- مرايا 2011 عام 2011 عدة شخصيات.
- ملح الحياة عام 2011 بدور القنصل البريطاني.
- أنا القدس عام 2010 بدور انطوان داوود.
- باب الحارة 4 عام 2009 بدور أبو هلال.
- قلوب صغيرة عام 2009 بدور د. يوسف.
- رجال الحسم عام 2009 بدور خالد.
- أدهم الشرقاوي عام 2008 بدور السفير البريطاني.
- التغريبة الفلسطينية عام2004 بدر الكولونيل البريطاني.
- عائد إلى حيفا (مسلسل) عام 2004 بدر كولونيل كارميتل.
- ردم الأساطير عام 2002 بدر طوني.